# 고성 위계서원
고성 위계서원(固城 葦溪書院)은 대한민국 경상남도 고성군 마암면 석마리에 있는 서원이다.
1983년 8월 6일 경상남도의 문화재자료 제38호 위계서원

## 개요
위계서원은 이인형(李仁亨), 이의형(李義亨), 이령(李翎), 이현(李顯), 이응성(李應星)을 추모하기 위한 서원으로 1844년(현종 10)에 창건하였다.
이인형은 1455년(세조 1)에 진사시에 합격했으나 젊은 나이에 벼슬하는 것이 교만한 성품을 기른다 하여 벼슬에 나아가지 않았다. 이후 1468년(세조 14)에 장원급제하여 여러 관직을 역임하였다. 사망 후 1498년에 김종직의 문인이라는 이유로 부관참시*를 당했다가 후에 예조의 으뜸 벼슬인 예조판서로 추증되었다.
흥성대원군의 서원철폐령으로 폐쇄된 것을 1963년에 다시 세우면서 이제(李濟), 이규(李逵), 이예형(李禮亨), 이지형(李智亨)을 함께 모시었다.
고성 위계서원은 계곡 상류에 남향하여 지어졌다. 경사면의 낮은 곳에 유생들이 공부하는 강당을 배치하고 높은 곳에 신주를 모시는 사당을 배치한 전학후묘(前學後廟) 형식을 갖추고 있다.
사당, 강당, 외삼문을 남북축 선상에 두어 가지런하고 질서 있게 배치하였다. 사당은 숭덕사이며 정면 3칸, 측면 3칸의 규모이다. 정면에 툇간을 설치하고 뒷면에 마루방을 설치하여 그곳에 위패를 봉안하였다. 지붕은 지붕면이 지붕의 가장 높은 중앙까지 올라가게 되어 옆면에 삼각형 벽이 생기는 맛배지붕이다.
강당 영역은 강당을 중심으로 정면에 외삼문을 두고 좌우에 서재와 동재를 두어 트인 “ㅁ”자형으로 배치하였다. 강당은 정면 5칸, 측면 2칸의 규모이며 중앙에 마루와 온돌방으로 구성된 3칸, 좌우에 툇마루가 딸린 온돌방 1칸으로 구성되어 있다. 지붕은 네모꼴의 처마에 세모꼴의 지붕을 올린 팔작지붕이다. 기둥과 기둥 위에 건너 얹어 서까래를 놓도록 하는 도리는 5개로 구성되어 있으며, 도리나 장여 밑에 소로를 받쳐서 장식한 소로수장 구조이다.
동재는 정면 4칸, 측면 1.5칸의 규모이며 지붕면이 사방으로 경사를 짓고 있어 정면은 사다리꼴, 측면은 삼각형인 우진각지붕이다. 서재는 동재에 비해 규모가 1칸 작으나 같은 구조이다.
외삼문은 유인문(由仁門)으로 정면 3칸 규모이며, 가마를 타고 출입할 수 있도록 좌우 행랑보다 지붕을 높게 설치한 솟을삼문이다.

## 참고 문헌
- 고성 위계서원 - 국가유산청 국가유산포털